# 유정 (육안무왕)
육안무왕 유정(六安繆王 劉定, ? ~ 기원전 51년)은 중국 전한의 황족 · 제후왕으로, 육안왕이다. 육안이왕 유록의 아들이다.
아버지가 육안이왕 10년(기원전 74년)에 죽어 육안왕이 됐고, 육안무왕 23년(기원전 51년)에 죽어 아들 육안경왕이 육안왕을 계승했다.

## 가계
- 육안이왕 유록
  - 육안무왕 유정
    - 육안경왕 유광
    - 박향절후 유교